# پال اشمیت
پال اشمیت (انگلیسی: Pál Schmitt؛ زاده ۱۳ مهٔ ۱۹۴۲) یک سیاستمدار اهل مجارستان و رئیس جمهور سابق این کشور است.